# Tour de Normandie 2013
Il Tour de Normandie 2013, trentatreesima edizione della corsa, valido come prova del circuito UCI Europe Tour 2013 categoria 2.2, si svolse in sei tappe precedute da un prologo, dal 18 al 24 marzo 2013, su un percorso totale di 999,4 km, con partenza da Saint-Lô e arrivo a Caen. Fu vinto dallo svizzero Silvan Dillier, del BMC Development Team, che terminò la corsa in 23 ore 15 minuti e 43 secondi, alla media di 42,96 km/h.
Al traguardo di Caen 106 ciclisti conclusero il tour.

## Tappe
| Tappa  | Data     | Percorso                              | km    | Vincitore di tappa | Leader cl. generale |
| ------ | -------- | ------------------------------------- | ----- | ------------------ | ------------------- |
| prol.  | 18 marzo | Saint-Lô (Cron. individuale)          | 3,4   | Thomas Scully      | Thomas Scully       |
| 1ª     | 19 marzo | Colombelles > Forges-les-Eaux         | 201   | Fabio Silvestre    | Fabio Silvestre     |
| 2ª     | 20 marzo | Forges-les-Eaux > Elbeuf              | 161   | Martin Mortensen   | Fabio Silvestre     |
| 3ª     | 21 marzo | Le Thuit-Signol > Argentan            | 159   | Alexandre Blain    | Alexandre Blain     |
| 4ª     | 22 marzo | Domfront > Villers-Bocage             | 155   | Anthony Charteau   | Silvan Dillier      |
| 5ª     | 23 marzo | Gouville-sur-Mer > Bagnoles-de-l'Orne | 183   | Rick Zabel         | Silvan Dillier      |
| 6ª     | 24 marzo | Bagnoles-de-l'Orne > Caen             | 137   | Tino Thömel        | Silvan Dillier      |
| Totale | Totale   | Totale                                | 999,4 |                    |                     |

## Squadre e corridori partecipanti
| N.      | Cod. | Squadra                      |
| ------- | ---- | ---------------------------- |
| 1-6     | EUC  | Team Europcar                |
| 11-16   | NSP  | NSP-Ghost                    |
| 21-26   | RB3  | Rabobank Development Team    |
| 31-36   | BSE  | Bretagne-Séché Environnement |
| 41-46   | RAL  | Team Raleigh                 |
| 51-56   | BIG  | BigMat-Auber 93              |
| 61-66   | RCJ  | Rapha Condor JLT             |
| 71-76   | LET  | Leopard-Trek Continental     |
| 81-86   | RLM  | Roubaix-Lille Metropole      |
| 91-96   |      | CC Nogent-sur-Oise           |
| 101-106 |      | EFC-Omega Pharma-Quick Step  |
| 111-116 | AS2  | Continental Team Astana      |

| N.      | Cod. | Squadra                       |
| ------- | ---- | ----------------------------- |
| 121-126 | VPC  | Concordia Forsikring-Riwal    |
| 131-136 | TIK  | Itera-Katusha                 |
| 141-146 |      | Vendée U                      |
| 151-156 |      | VC Rouen 76                   |
| 161-166 | RIJ  | Cyclingteam De Rijke-Shanks   |
| 171-176 |      | BMC Development Team          |
| 181-186 | TJM  | Joker-Merida                  |
| 191-196 | PPY  | Team People4you-Unaas Cycling |
| 201-206 |      | Sojasun Espoir ACNC           |
| 211-216 | GLU  | Team Cult Energy              |
| 221-226 | WIL  | Vérandas Willems              |
| 231-236 |      | USSA Pavilly Barentin         |

## Dettagli delle tappe

### Prologo
- 18 marzo: Saint-Lô – Cronometro individuale – 3,4 km

Risultati
| Pos. | Corridore       | Squadra      | Tempo |
| ---- | --------------- | ------------ | ----- |
| 1    | Thomas Scully   | Raleigh      | 4'39" |
| 2    | Aléxis Gougeard | USSA Pavilly | a 1"  |
| 3    | Bryan Nauleau   | Vendée U     | a 2"  |

| Pos. | Corridore       | Squadra      | Tempo |
| ---- | --------------- | ------------ | ----- |
| 1    | Thomas Scully   | Raleigh      | 4'39" |
| 2    | Aléxis Gougeard | USSA Pavilly | a 1"  |
| 3    | Bryan Nauleau   | Vendée U     | a 2"  |

### 1ª tappa
- 19 marzo: Colombelles > Forges-les-Eaux – 201 km

Risultati
| Pos. | Corridore         | Squadra  | Tempo    |
| ---- | ----------------- | -------- | -------- |
| 1    | Fabio Silvestre   | Leopard  | 4h39'51" |
| 2    | Coen Vermeltfoort | De Rijke | s.t.     |
| 3    | Alexandre Blain   | Raleigh  | s.t.     |

| Pos. | Corridore          | Squadra    | Tempo    |
| ---- | ------------------ | ---------- | -------- |
| 1    | Fabio Silvestre    | Leopard    | 4h44'25" |
| 2    | Fredrik Ludvigsson | People4you | a 7"     |
| 3    | Silvan Dillier     | BMC Dev.   | a 8"     |

### 2ª tappa
- 20 marzo: Forges-les-Eaux > Elbeuf – 161 km

Risultati
| Pos. | Corridore        | Squadra      | Tempo    |
| ---- | ---------------- | ------------ | -------- |
| 1    | Martin Mortensen | Concordia    | 3h58'14" |
| 2    | Jesper Hansen    | Cult Energy  | s.t.     |
| 3    | Marco Benfatto   | Cont. Astana | a 7"     |

| Pos. | Corridore          | Squadra    | Tempo    |
| ---- | ------------------ | ---------- | -------- |
| 1    | Fabio Silvestre    | Leopard    | 8h42'46" |
| 2    | Thomas Scully      | Raleigh    | a 5"     |
| 3    | Fredrik Ludvigsson | People4you | a 7"     |

### 3ª tappa
- 21 marzo: Le Thuit-Signol > Argentan – 159 km

Risultati
| Pos. | Corridore       | Squadra  | Tempo    |
| ---- | --------------- | -------- | -------- |
| 1    | Alexandre Blain | Raleigh  | 3h43'21" |
| 2    | Éric Berthou    | Raleigh  | s.t.     |
| 3    | Silvan Dillier  | BMC Dev. | a 20"    |

| Pos. | Corridore       | Squadra  | Tempo     |
| ---- | --------------- | -------- | --------- |
| 1    | Alexandre Blain | Raleigh  | 12h26'17" |
| 2    | Thomas Scully   | Raleigh  | a 13"     |
| 3    | Silvan Dillier  | BMC Dev. | s.t.      |

### 4ª tappa
- 22 marzo: Domfront > Villers-Bocage – 155 km

Risultati
| Pos. | Corridore        | Squadra     | Tempo    |
| ---- | ---------------- | ----------- | -------- |
| 1    | Anthony Charteau | Europcar    | 3h38'35" |
| 2    | Dylan van Baarle | Rabobank D. | a 3"     |
| 3    | Maxime Renault   | Sojasun     | a 23"    |

| Pos. | Corridore        | Squadra     | Tempo     |
| ---- | ---------------- | ----------- | --------- |
| 1    | Silvan Dillier   | BMC Dev.    | 16h05'28" |
| 2    | Alexandre Blain  | Raleigh     | a 7"      |
| 3    | Dylan van Baarle | Rabobank D. | a 10"     |

### 5ª tappa
- 23 marzo: Gouville-sur-Mer > Bagnoles-de-l'Orne – 183 km

Risultati
| Pos. | Corridore      | Squadra      | Tempo    |
| ---- | -------------- | ------------ | -------- |
| 1    | Rick Zabel     | Rabobank D.  | 4h02'09" |
| 2    | Tony Hurel     | Europcar     | s.t.     |
| 3    | Marco Benfatto | Cont. Astana | s.t.     |

| Pos. | Corridore        | Squadra     | Tempo     |
| ---- | ---------------- | ----------- | --------- |
| 1    | Silvan Dillier   | BMC Dev.    | 20h07'37" |
| 2    | Alexandre Blain  | Raleigh     | a 5"      |
| 3    | Dylan van Baarle | Rabobank D. | a 9"      |

### 6ª tappa
- 24 marzo: Bagnoles-de-l'Orne > Caen – 137 km

Risultati
| Pos. | Corridore           | Squadra   | Tempo    |
| ---- | ------------------- | --------- | -------- |
| 1    | Tino Thömel         | NSP-Ghost | 3h08'07" |
| 2    | Maxime Le Montagner | Roubaix   | s.t.     |
| 3    | Nick van der Lijke  | Rabob. D. | s.t.     |

| Pos. | Corridore        | Squadra     | Tempo     |
| ---- | ---------------- | ----------- | --------- |
| 1    | Silvan Dillier   | BMC Dev.    | 23h15'43" |
| 2    | Alexandre Blain  | Raleigh     | a 3"      |
| 3    | Dylan van Baarle | Rabobank D. | a 8"      |

## Classifiche finali

### Classifica generale
| Pos. | Corridore          | Squadra     | Tempo     |
| ---- | ------------------ | ----------- | --------- |
| 1    | Silvan Dillier     | BMC Dev.    | 23h15'43" |
| 2    | Alexandre Blain    | Raleigh     | a 3"      |
| 3    | Dylan van Baarle   | Rabobank D. | a 8"      |
| 4    | Fabio Silvestre    | Leopard     | a 25"     |
| 5    | Fredrik Ludvigsson | People4you  | a 32"     |
| 6    | Jesper Hansen      | Cult Energy | a 35"     |
| 7    | Tony Hurel         | Europcar    | a 42"     |
| 8    | Renaud Dion        | Bretagne    | a 43"     |
| 9    | Michael Olsson     | People4you  | a 49"     |
| 10   | Thomas Scully      | Raleigh     | s.t.      |

### Classifica sprint
| Pos. | Corridore       | Squadra       | Punti |
| ---- | --------------- | ------------- | ----- |
| 1    | Alexandre Blain | Raleigh       | 78    |
| 2    | Tony Hurel      | Europcar      | 77    |
| 3    | Tino Thömel     | NSP-Ghost     | 48    |
| 4    | Fabio Silvestre | Leopard       | 47    |
| 5    | Sergey Nikolaev | Itera-Katusha | 46    |

### Classifica scalatori
| Pos. | Corridore           | Squadra       | Punti |
| ---- | ------------------- | ------------- | ----- |
| 1    | Martin Mortensen    | Concordia     | 33    |
| 2    | Christoph Pfingsten | De Rijke      | 26    |
| 3    | Maxim Pokidov       | Itera-Katusha | 11    |
| 4    | Ivar Slik           | Rabobank D.   | 10    |
| 5    | Jesper Hansen       | Cult Energy   | 10    |

### Classifica a squadre
| Pos. | Squadra                      | Tempo     |
| ---- | ---------------------------- | --------- |
| 1    | Rabobank Development Team    | 69h49'18" |
| 2    | Roubaix-Lille Métropole      | a 3'01"   |
| 3    | Bretagne-Séché Environnement | a 4'28"   |
| 4    | Vendée U                     | a 6'00"   |
| 5    | VC Rouen 76                  | a 6'19"   |